# Mišo Jelić
Mišo Jelić (mađ: Jelity Mihály (Santovo, 1881. – Baja, 1961.), bio je hrvatski književnik iz Mađarske, iz grada Baje, rodom iz Santova. Pisao je prozna djela i pjesme. 
Bio je javnim djelatnikom i odvjetnikom na prijelazu iz 19. u 20. stoljeće.

## Životopis
Za povijest Hrvata u Mađarskoj i Hrvata općenito je značajan zbog njegovog rada na održavanju hrvatske narodne svijesti i hrvatskog jezika u hrvatskih etničkih podskupina u Mađarskoj, Raca, Šokaca i Bunjevaca u poslijetrianonskoj Mađarskoj, kada je to bilo najznačajnije, jer su se bački Hrvati našli odsječeni od ostatka Hrvata stvaranjem nove granice između Mađarske i Jugoslavije.
Štoviše, on je i u svojim pjesmama upozoravao svoj narod, naglašavajući važnost očuvanja materinjeg jezika u borbama za ostvarenje narodnih prava, kao što je rekao u pjesmi Sloboda sviće:
Svaki Hrvat i kršćanin pravi rod i grudu nikad ne ostavi. Ko ne želji zadobiti grije, Taj svoj jezik zatajit ne smije. Za povijest hrvatskog jezika je zanimljiv i po tome što je preporučivao i upućivao na uporabu čistih hrvatskih riječi (kad u Aljmašu da si zdravo, kaže "Mi Šokci i Bunjevci, koji smo velika grana hrvatskoga naroda, moramo pazit na čistoću našeg jezika!").
Virovi političko-vjerskih prepucavanja u selu njegovih predaka, Santovu, nije ostavilo ni Jelića ravnodušnim, jer je u svojim djelima iskazivao zabrinutost zbog Santovljana koji su zbog inaćenja mađarskom katoličkom kleru koji je gledao progurati mađarski jezik u crkve gdje se vjera ispovijedala na hrvatskom, prešli na pravoslavlje, koje je imalo autonomiju. U Nepotribnoj medji je napisao "Ne znajuć šta činu, privariti od oni, u koje su se najviše uzdali, u svoje vodje, otišli su u zagrljaj pravoslavlja. No, taj zagrljaj nije bratovski, već sebičan, koristoljubiv, i tako je jak, da se bojim da će iz duša naši odbigli seljana izciditi i poslidnji hrvatski osićaj, što pokaziva i to, da oni, na nagovaranje svoji novi svećenika, počinju sebe Srbljima zvati.". 
>
Njegov rad na nacionalnoj svijesti Hrvata i upozoravanje na opasne namjere srpskopravoslavnog svećenstva, koje je demonstrativni prelazak santovskih Hrvata na pravoslavlje želilo zloupotrijebiti za posrbljivanje novih vjernika, navukao mu je bijes Srba, koji su mu prijetili smrću, a o nepodnošljivim asimilatorskim radnjama ugarskih vlasti i nepovjerenju u ulasku u državnu zajednicu sa Srbijom je rekao u djelu Svećenik Grgo:

"Srca naša kucala su istom vrućom željom: da naša Bačka pripadne Hrvatskoj, jer ako se sa Srbljama izmišamo, jao našemu jeziku i katoličkoj viri. Imao sam zgode dobro jih upoznat pa znam, da se oni neće umirit sve dotle, dok nas ne progutaju, ko što činji guja sa svojim žrtvama".
Uz svoj grad Baju je bio vezan svojim kulturnim i profesionalnim radom, u kojem je djelovao raspada Austro-Ugarske do 1945. godine.
Osnivao je amaterske kazališne družine u Baji i okolnim bunjevačkim, šokačkim i rackim selima, za koje je i postavljao predstave, u kojima se prikazivalo djela autora koji su bili Mađari, ali i mađarskih Hrvata iz bajske okolice, Antuna Karagića i Ivana Petreša. Družine su izvodile predstave po južnom dijelu mađarskog dijela Bačke.
Poslije Drugog svjetskog rata, našao se u nemilosti mađarskih komunističkih vlasti, izrazito neprijateljski nastrojenih protiv Jugoslavije (zbog Rezolucije Informbiroa) i revanšistički nastrojenih (zbog asimilatorske politike koju su provodile države istočnog bloka i neprijateljstava koja su svoje korijene vukla iz prijašnjih ratova), koje su mu oduzele radno mjesto i građanska prava (oduzimanje sve imovine) i poslale ga 1948. na doživotnu robiju, gdje je bio dugotrajno zlostavljan. 
Trajno oštećenog zdravlja je pušten 1954., no nije rehabilitiran te je teško razboljen u potpunoj neimaštini umro 1961. godine.
Živko Mandić je primijetio da je "Jelić prvi intelektualac koji u mađarskom dijelu Bačke ne rabi samo subetnička imena pojedinih hrvatskih skupina nego hrvatsko nacionalno ime, pa i svoj jezik nazivlje hrvatskim.", posebice izraženo u pjesmama Sloboda sviće, u kojoj kliče hrvatskoj trobojnici, Do groba Hrvati, Sunce u noći, u kojoj kliče matici domovini Hrvatskoj te najeksplicitniji je Svi na Prelo, u kojoj pjeva: 
"Šokci, Raci i Bunjevci, sa nebesa glas se čuje, hrvatskog ste roda sinci, to vam Gospa poručuje."
U njegovim se književnim djelima pored navedenih domoljubnih osjećaja (to poletno ozračje nacionalnog romantizma je bilo opća pojava kod Hrvata u ugarskom dijelu Monarhije u 20. stoljeću), provlače i kršćanski motivi i običaji bunjevačkih, šokačkih i rackih Hrvata.
Osim što je bio književnik (pisao je pjesme), veliki trag je ostavio kao zapisivač hrvatske narodne baštine, posebice šokačkih Hrvata iz santovskog kraja odakle je potjecao.
Njegov rad nije u potpunosti spašen od zaborava i uništenja. Mađarske komunističke vlasti su nastojale uništiti sva njegova djela, čak i ona koja su bila u rukopisnom obliku, tako da su sačuvana samo djela koja su Jelićevi bližnji uspjeli skloniti na sigurno.
Njegov rad je izučavala hrvatska akademica Sanja Vulić Vranković.

## Radovi o Jeliću
Hrvatska akademica Sanja Vulić Vranković je napisala ove radove o ovom hrvatskom književniku:
- O književnom djelu i jeziku Miše Jelića, 2001.
- O književnom djelu Miše Jelića, 2003.   Arhivirana inačica izvorne stranice od 20. rujna 2008. (Wayback Machine)
- Rječotvorbeni modeli u djelima Ivana Petreša (1876. – 1937.), Miše Jelića (1881. – 1961.) i Grge Andrina (1855. – 1905.), 2003.
- Jezik Miše Jelića, 2004.
- Jezične značajke u djelima šokačkoga pisca iz Mađarske Miše Jelića, 2004.
- Mišo Jelić u književnosti mađarskih Hrvata, 2001.
- O književnom djelu i jeziku Miše Jelića, 2002.

Živko Mandić: Grijeh bi bio zaboraviti ga, Hrvatski kalendar, Savez Hrvata u Mađarskoj, Budimpešta, 1995., str. 120. – 129.

## Vanjske poveznice
- O književnom djelu Miše Jelića  Arhivirana inačica izvorne stranice od 20. rujna 2008. (Wayback Machine) (PDF)
- Sanja Vulić Zavod za lingvistička istraživanja HAZU  Arhivirana inačica izvorne stranice od 27. rujna 2007. (Wayback Machine) (PDF)
- Knjiga  Arhivirana inačica izvorne stranice od 29. rujna 2007. (Wayback Machine) Hrvatski književnici u Mađarskoj
- Članak u "Hrvatskom glasniku"  Arhivirana inačica izvorne stranice od 29. rujna 2007. (Wayback Machine) Sanak snila Budimska kraljica... (PDF)
- Sanja Vulić Vranković - Popis radova  Arhivirana inačica izvorne stranice od 13. siječnja 2008. (Wayback Machine)